# Lehigh Company
Die Lehigh Company war ein US-amerikanischer Nutzfahrzeughersteller.
Das Unternehmen wurde 1925 in Allentown zur Herstellung von Nutzfahrzeugen aus zugekauften Komponenten (sog. "Assembled Trucks) gegründet. Der Markenname war Lehigh, benannt nach dem Lehigh River (einem Nebenfluss des Delaware River) und dem County, dessen Sitz Allentown ist.
Das Unternehmen stellte während seiner kurzen Existenz einen LKW mit 2 tn Nutzlast her,  der in drei Varianten angeboten wurde. Zwei von ihnen erhielten Motoren von Hercules, die dritte einen Buda Typ LH6.
1927 wurde das Unternehmen mit der ebenfalls in Allentown ansässigen Bethlehem Motor Truck Company zusammengelegt. Nachdem diese bereits im Januar dieses Jahres von der Hahn, Hersteller des Hahn-Trucks in Hamburg (Pennsylvania), übernommen worden war, scheint es naheliegend, dass diese Fusion danach erfolgt ist.